# Helcogramma kranos
Helcogramma kranos és una espècie de peix de la família dels tripterígids i de l'ordre dels perciformes.

## Morfologia
- Els mascles poden assolir 3,1 cm de longitud total.[1][2]

## Hàbitat
És un peix marí de clima tropical que viu fins als 2 m de fondària.

## Distribució geogràfica
Es troba a Indonèsia.